# Шевченків дуб (Велика Плавуча)
Шевче́нків дуб — ботанічна пам'ятка природи місцевого значення в Україні. Розташована в селі Велика Плавуча Тернопільського району Тернопільської області.
Шевченків дуб посаджений членами місцевого осередку товариства «Січ» у березні 1914 року, на згадку про відзначення столітнього ювілею від дня народження Тараса Шевченка, на роздоріжжі біля дерев'яної церкви Перенесення Мощів Святого Миколая в селі Велика Плавуча (нині Козівського району Тернопільської області).
Площа 0,01 га. Оголошений об'єктом природно-заповідного фонду рішенням № 428 IV сесії Тернопільської обласної ради VI скликання від 30 листопада 2016 року. Перебуває у віданні Великоплавучанської сільської ради.
Під охороною та збереженням — дерево дуба звичайного віком понад 100 років, що має природоохоронну, історико-культурну, еколого-освітню та естетичну цінність.